# Burgena amoena
Burgena amoena är en fjärilsart som beskrevs av Rothschild 1896. Burgena amoena ingår i släktet Burgena och familjen nattflyn. Inga underarter finns listade i Catalogue of Life.